# PalaTorino
Il PalaTorino è una struttura polivalente di Torino, in precedenza noto per esigenze di sponsorizzazione come PalaStampa e Mazda Palace.
Situato alle Vallette, nelle immediate vicinanze dello Juventus Stadium, è raggiungibile dall'uscita Venaria Reale-Druento della Tangenziale Nord.

## L'impianto
Il progetto nasce nel 1990 dall'incontro dell'allora assessore torinese alla cultura Marzano e l'imprenditore Divier Togni.
Il Comune di Torino e il gruppo Togni stipularono una convenzione: il primo diede il terreno e si occupò delle opere di urbanizzazione; il secondo mise il capitale per edificare la struttura e gli venne assegnata la gestione dell'impianto per trent'anni, con conseguenti spese di ordinaria e straordinaria manutenzione e senza alcun onere per il Comune che ne divenne subito proprietario, con il diritto di poterne disporre ottanta giorni all'anno.
Dopo un periodo iniziale di incertezze, nel luglio 1991 venne inaugurato il cantiere con la posa della prima pietra. A gennaio vi fu la posa della trave circolare a sostegno dell'imponente cupola di copertura dal diametro di quaranta metri. I lavori proseguirono a rilento e l'inaugurazione inizialmente prefissata per l'autunno del 1993 slittò alla primavera del 1994 e poi ancora all'autunno dello stesso anno, a causa dell'ultimazione dei lavori necessari per rendere la struttura idonea ad accogliere il pubblico.
Fu così inaugurato il 22 ottobre 1994 in occasione del concerto di Adriano Celentano, successivamente ha ospitato concerti, manifestazioni, convention, spettacoli ed eventi sportivi e culturali.
La struttura è polifunzionale e finalizzata alla massima flessibilità, in base alle esigenze del singolo evento. Gli spazi interni sono modulabili e attrezzati per realizzare l'allestimento in una delle due semi-arene contrapposte di cui l'impianto è composto, che si ispirano agli anfiteatri greci e romani. L'arena più piccola ha una capacità di 3 000 posti, mentre l'arena principale dispone di 10 000 posti netti suddivisi tra tribune e parterre.
Terminata la sponsorizzazione con La Stampa durata nove anni, il Palastampa cambiò nome in occasione del concerto di Claudio Baglioni del 21 novembre 2003, infatti concluso l'accordo per una nuova sponsorizzazione, venne ribattezzato Mazda Palace.
Oltre al Mazda Palace di Torino ne erano presenti uno a Milano e un altro a Genova, che hanno successivamente cambiato sponsor diventando rispettivamente PalaSharp e 105 Stadium.
Per quindici anni, quello che nella memoria collettiva è ricordato ancora come il "PalaStampa", è stato il punto di riferimento per tutti i piemontesi appassionati di musica e concerti. Durante la sua attività, la struttura di Corso Ferrara ha ospitato puntualmente le tournée di tutti gli artisti italiani, e soprattutto i concerti dei grandi artisti stranieri. Il PalaTorino ha contribuito a riportare Torino nel circuito internazionale delle grandi manifestazioni. Un circuito che ormai da anni aveva deciso di evitare il capoluogo subalpino; almeno per quel che riguardava le tournée invernali. Il problema principale era infatti uno e semplicissimo: mancava in città una soluzione intermedia fra la maxi-platea e gli spazi teatrali, uno spazio in grado di ospitare le grandi produzioni al chiuso. Il vecchio PalaRuffini risultava sempre più frequentemente piccolo per contenere insieme i giganteschi palchi delle rockstar e il pubblico necessario a pagare i costi di produzione. Spesso gli organizzatori locali erano costretti a ricorrere al raddoppio delle date, altre volte il pubblico rimasto senza biglietto restava sempre numeroso fuori dal palazzetto.

## Gli eventi
Già pochi mesi dopo la sua inaugurazione la struttura ospitò il primo grande appuntamento di livello internazionale, il 20 febbraio 1995 si accesero i riflettori sul gruppo americano dei R.E.M. che apriva proprio a Torino la sua tournée italiana. Ma il primo evento di grande richiamo fu il 28 aprile 1995, quando al Palastampa si esibirono i Take That. Il gruppo inglese all'apice del successo; in quegli anni era la vera e propria mania delle teen-agers, successo paragonabile solo a quella che riscossero i Duran Duran negli anni ottanta. Centinaia di adolescenti in delirio presero d'assalto il palazzetto fin dal giorno prima. Il giorno dello show centinaia di fans bloccarono addirittura le vie di Porta Nuova, mettendo letteralmente sotto assedio il Turin Palace Hotel, dove alloggiavano i cantanti. La serata si chiuse nel tripudio generale, ai piedi di un palco di 30 metri, con diecimila fans in delirio arrivate da mezza Italia.
Dal 31 ottobre al 5 novembre 1995 il PalaStampa ospitò la prima mostra-salone del Made in USA intitolata semplicemente “L'America”. Un viaggio tra i miti e i sogni d'oltreoceano, tra Limousine e Cowboy, cimeli di Elvis e James Dean, la Coca-Cola e juke-box. Tutto rigorosamente al ritmo di rock’n’roll, del Blues e del Jazz, con concerti diversi per ogni serata della rassegna. Protagonista assoluta la Harley Davidson, con una giornata esclusivamente dedicatavi. Il sogno a motori continuò con l'esposizione di Cadillac, Chevrolet e Cheerokee. Inoltre una sezione venne dedicata al cinema con la galleria hollywoodiana dei manifesti dei film che hanno fatto la storia, immancabile la presenza della Walt Disney e della 20th Century Fox con la grande saga di Star Wars. La chiusura sotto il segno del Western, con l'esibizione di cowboy a cavallo e dall'immancabile toro meccanico.
Il 12 aprile 1996 fu la prima e anche l'unica volta di Vasco Rossi al PalaStampa, con il suo "Nessun pericolo per te". Dopo quella tournée il cantante emiliano calcherà solo i grandi palchi degli stadi italiani e per più volte nel corso degli anni i suoi show faranno tappa al vicino stadio delle Alpi.
La data del 29 settembre 1996 è ricordata dagli amanti del rock come il giorno del ritorno in città della più grande band di Thrash metal: i Metallica. La band californiana, che aveva suonato nel 1993 allo stadio delle Alpi, era impegnata con la nuova tournée per promuovere l'album Load, e portava per i palasport d'Europa uno spettacolo particolare; con luci sostenute da bracci mobili, tra filo spinato, fuochi d'artificio, lingue di fuoco, rombi di mitra ed elicotteri. I quattro si esibirono davanti a oltre 7000 fan con un rock pesante ma sapiente, intessuto di blues con forti venature romantiche e diabolici riff.
Il 30 maggio 1997 i Litfiba tennero proprio al PalaStampa la data di chiusura della trance primaverile del loro Mondi sommersi Tour davanti a 9500 persone. Il concerto venne registrato dalle telecamere di MTV e successivamente riproposto sul canale musicale per tutto l'autunno di quell'anno.
Il 13 giugno 1998 l'impianto torinese fu sede dello storico festival itinerante Monsters of Rock a cui parteciparono Drakkar, Primal Fear, Overkill, Hammerfall, Saxon La manifestazione fu impreziosita dalla presenza dei grandi Joe Satriani, Uli Jon Roth e Michael Schenker (riuniti sotto la sigla G3), Dream Theater e Deep Purple.
Il 21 luglio 2001 fece tappa a Torino, con la sua unica data italiana, l'Elevation Tour degli U2. Il concerto si tenne nel vicino stadio delle Alpi e per il grande evento erano attesi da tutto il Nord Italia, dalla Francia e dalla Svizzera oltre 71 000 fans. In concomitanza con i tumultuosi giorni del G8 nella vicina Genova, con tutti gli alberghi prenotati e in considerazione dell'enorme afflusso, il comune di Torino mise a disposizione il PalaStampa e lo attrezzò per accogliere duemila persone dove poter dormire la notte precedente e la notte del concerto. Anche nel piazzale ci fu posto per 200 tende e un migliaio di saccopelisti.
Per tre giorni, dal 30 settembre al 2 ottobre 2005, Torino divenne capitale del tatuaggio e dei bikers con la “Bike Tattoo Expo”. Una kermesse articolata su più fronti con gli stand dei tatuatori, sexy shop e le vetrine destinate a auto e moto. Ma anche intrattenimento di musica live con concerti rock, appuntamenti ludici, culturali e dibattiti. Saggi di arti marziali e le premiazioni dei tatuaggi e i kustom più spettacolari.
Nel 2011 cessa la sua attività sia per gli alti costi di gestione della struttura che per la concorrenza formatasi negli ultimi anni da altri operatori del settore insediatisi in città rivolti a sfruttare il più ben spazioso e moderno PalaOlimpico.

## Lo sport
Essendo il PalaTorino una struttura costruita per ospitare esclusivamente spettacoli e concerti, non fu mai utilizzata da società sportive della città come sede per le loro attività, in quanto erano da sempre indirizzate ad utilizzare le tradizionali strutture quali; il PalaRuffini, il Palasport Le Cupole, il Palavela e il Palazzetto dello sport di Collegno.
Anche in occasione della ristrutturazione del PalaRuffini, le società ripiegarono su altre sistemazioni, in quanto l'affitto dell'arena di Corso Ferrara avrebbe comportato delle spese di affitto fuori portata.
Comunque, nel corso degli anni, e in occasioni sporadiche, il PalaTorino ha potuto accogliere eventi sportivi ed esibizioni di grande richiamo per il pubblico.

### Trial indoor
Uno degli sport che negli anni ha riscosso sempre più successo a Torino con appuntamenti fissi è stato senza dubbio il Trial Indoor. Il capoluogo piemontese è stato per lungo tempo l'unica tappa italiana del calendario iridato. E a partire dal 1998 la competizione si è tenuta al PalaStampa e puntualmente al suo interno veniva allestita l'area con enormi tronchi d'albero, cubi di cemento, lastroni di pietra e rampe tra cascate artificiali per ospitare le esibizioni, le quali hanno sempre richiamato migliaia di appassionati. Il 24 e 25 gennaio, guidati dal finlandese Tommy Ahvala, presero parte alle competizione sette tra i migliori specialisti del mondo tra cui anche gli italiani Diego Bosis e Donato Miglio.
Ancora il 21 e il 22 novembre sempre di quell'anno ospitò la seconda edizione della Coppa Spea, specialità del Trial Indoor International, al quale parteciparono il pluricampione inglese Dougie Lampkin, il giapponese Kenichi Kuroyama e il britannico Colley. Le prove vennero affiancate anche dal “Trial Show” che metteva in luce i migliori giovani italiani dai 7 ai 16 anni.
Dopo un anno al PalaRuffini e uno di digiuno, il 20 e il 21 gennaio 2001 il trial tornò al PalaStampa con 3500 biglietti venduti solo in prevendita. La quarta prova del Campionato del Mondo, per l'occasione ribattezzata “Adrenalina pura”, vide ancora protagonista Lampkin, con il giapponese Takahisa Fujinami e gli spagnoli Marc Colomer e Marc Freixa.
L'esperienza fu ripetuta il 26 e il 27 gennaio del 2002, quando Torino fu sesta tappa del circuito mondiale vinta dallo spagnolo Albert Cabestany. Molto atteso in quell'edizione anche il campione italiano Dario Re.
Nel 2003 Torino cadde a metà del calendario agonistico dei mondiali, la sera dell'8 febbraio e proseguì anche il giorno seguente. In quell'edizione oltre ai soliti noti si mise in evidenza il giovane spagnolo Adam Raga, che quell'anno si laureò Campione del mondo.
Quella del 2005 fu l'ultima edizione a svolgersi all'interno dell'impianto di Corso Ferrara, sempre per il Trial Indoor International in due giorni di gare che registrarono il tutto esaurito con 5 000 biglietti venduti.
La sera del 19 novembre con il Trofeo Allianz Subalpina e il pomeriggio successivo con il Trofeo Sanpaolo, con la partecipazione delle promesse europee Tadeusz Blazusiak e Toni Bou. Quest'ultimo con il connazionale Raga vincitore delle due competizioni. A completare il cast dei piloti ci furono anche il campione italiano indoor ed outdoor Fabio Lenzi ed il suo vice Daniele Maurino. Nell'intervallo tra le due prove ci fu spazio per Vittorio Brumotti alle prese con un'esibizione di bicitrial.
Dall'anno successivo la kermesse si spostò al PalaIsozaki.

### Wrestling
Nel 2004 il Mazda Palace ha anche ospitato eventi delle due federazioni più famose a livello professionistico di wrestling.
Il 10 ottobre 2004 sbarcò in Italia il roster di WWE SmackDown. Dopo il successo degli anni ottanta, lo show aveva riscoperto una seconda vita grazie alla ripresa con buon esito delle trasmissioni televisive, e con un seguito di fan sempre più numeroso e in attesa spasmodica. Gli appuntamenti italiani furono un successo e dopo la data di Firenze anche a Torino si registrò il tutto esaurito, con i bagarini all'esterno a vendere biglietti a cifre esorbitanti. Il pubblico poté ammirare star mondiali del calibro di Eddie Guerrero, Rey Mysterio, Rob Van Dam, The Undertaker, Big Show, Kurt Angle, JBL e Carlito.
Sull'onda del successo presero ad avere maggiore visibilità anche leghe meno famose come la federazione italiana Italian Wrestling Superstar, che nell'arena piccola dell'impianto organizzò il 21 novembre 2004 una serata nel corso del quale si assegnò il titolo mondiale dei pesi massimi, nell'incontro tra il lottatore dominicano El Dinamico e il canadese Starbuck.

## Situazione attuale
Dopo la chiusura dell'impianto avvenuta nel 2011, il terreno intorno al quale sorge l'arena è stato rilevato in gestione dalla Juventus Football Club. La società bianconera ha successivamente edificato la propria cittadella sportiva e commerciale, che comprende una grande area verde pubblica di circa 100 000 m², la ristrutturazione della Cascina Continassa che è diventata la nuova sede del club, oltre alla costruzione del nuovo centro sportivo per la prima squadra nonché di un hotel.
Una riqualificazione che, successivamente, potrebbe comprendere anche l'arena, la quale sorge sui terreni consegnati alla società bianconera ma è ancora sub iudice, al centro di un confronto fatto di carte bollate tra il Comune, che ne è proprietario, e Divier Togni, che l'ha ancora in concessione.

### Contenzioso con il comune
Al termine delle Olimpiadi invernali del 2006, la Regione, il Coni, il Comune e la Provincia costituirono la società per la gestione e la manutenzione dei siti olimpici denominata Parcolimpico. In seguito venne indetta una gara d'appalto diretta a privati per rilevare il 70 per cento della società operativa. L'appalto, che comprende anche la concessione trentennale del PalaOlimpico, venne aggiudicato dalla Get Live 2, costituita da Set Up (società torinese che organizza eventi e concerti) e da Live Nation, che hanno così dirottato la gran parte dei concerti sulla nuova struttura.
A seguito di questi sviluppi il Gruppo Togni ha citato in tribunale il Comune per violazione del contratto con relativa richiesta di risarcimento danni, in quanto l'accordo stipulato nel 1990 impegnava il Comune a non concedere a terzi altre concessioni con le medesime caratteristiche e a non favorire attività di concorrenza che avrebbero così comportato un forte danno economico che ha portato all'inevitabile chiusura del PalaTorino.
A distanza di anni non è stato ancora raggiunto un accordo tra le parti e, in attesa della scadenza della concessione, la struttura è ancora abbandonata a se stessa.